# Батий
Бати́й (монг. Бат; 1201—1255 / 1256) — монгольський хан і полководець. Другий хан Золотої Орди (1225—1256) у складі Дешт-і-Кипчак. Представник роду Борджигінів. Син хана Джучі, онук Чингісхана. Мати — з монгольського племені хонгіратів. Після смерті батька в 1227 році очолив його орду та Джучівський дім. 1236 року з волі великого хана Угедея призначений головнокомандувачем монгольських військ для завоювання Європи. Поставив своїми радниками-полководцями Субедея, Мунке і Ґуюка. Зібрав із східних володінь імперії величезне військо з числа нойонів та місцевої знаті. Захопив Волзьку Булгарію (1236—1237), Залісся між Об'ю і Ітилем(Волгою), лише Козелець та Тверь чинили опір, зламав зуби об Русь (1242—1243). Захопив Польщу та Угорщину (1240—1242), Болгарію та Сербію (1241—1242). Пограбував і сплюндрував Чернігів (1239) та Київ (1240). Розбив польсько-німецьке військо при Легниці (1241) та угорсько-хорватське на Шайо (1241). 1242 року повернувся з Європейського походу через смерть Угедея та вибори нового великого хана. Пішов на германські землі (король Данило утворив йому прохід шириною 200 км, забравши звідти населення, так замкнулася пастка), де був розгромлений. 200 тисяч залишків монголів, що поверталися через Карпати, були повністю знищені, лише чингисида-воєводу відпустили босоніж на коні, аби розказав за ганьбу своїм братам. Про цю подію описано у «Захарі Беркуті» І. Франка. дійшов до Умані, де був вщент розбитий. Там остання його застава. Київ, всупереч легенді, не брав(В. Білінський, «Москва ординська»). Короля Данила, що зупинив орду перед Європою, Батий на знак найвищого вшанування та визнання запросив разом пити чорний кумис. З європейських земель його військо заходило до родичів угрів у Паннонії, набирати поповнення з погромлених русичами печенігів, які там поховалися. У союзі з Толуйовичами протистояв нащадкам Чаґатая і Уґедея. Столиці орда не мала, постійного місця теж. На зимівлю ставка переміщувалася до міст, щороку різних. Пізніше — ставка перемістилася до утвореної у 1273 р. Менгу Тимуром Москви. Заклав свою столицю в Сараї на нижній Волзі. Був одружений із татаркою Борогчин з роду Арчин. Рідний батько ханів Сартака, Тукукана, Улаакчи. Названий батько Олександра Невського. Помер у Сараї. Його спадок перейшов до хана-християнина Сартака.

## Імена
- Бат або Бату́ (монг. Бат, Бат хаан; тат. Бату, Бату haan; кит.: 抜都, 巴禿, 八都罕, Bádū; перс. باتو, Bātū) — у монгольських, китайських і перських джерелах.
- Бати́й — руська адаптація монгольського імені в руських джерелах.

## Біографія

### Європейський похід
Батий був організатором походів монголів у Східну Європу у 1237—1243 роках.
У 1237—1238 роках його війська захопили Волзьку Болгарію. У 1238 році Батий здійснив завоювання земель руських князів: Рязанського та Владимирського князівств, зруйнувавши стару Рязань, Пронськ, Суздаль, Володимир на Клязьмі та Козельськ, що не хотіли підкорятися хану. Однак значна частина міст скорилася хану й не була зруйнована. У 1239 році монголи побороли безпосередньо й Русь, узявши Переяслав і Чернігів. У грудні 1240 року Батий заволодів Києвом. У 1241 році, пройшовши через руські Галичину і Волинь, його військо вторглося до Польщі, Угорщини і Далмації. Проте  ослаблені тривалою боротьбою з руськими князівствами, монголи зазнали низки поразок у Чехії та Угорщині. Це, а також новина про смерть хана Угедея, стало причиною того, що війська Батия 1242 року завершили свій похід на Захід  і повернулися до берегів Нижньої Волги, котра стала новим центром улусу Джучі. На землях від Іртиша до Дунаю виникла велика (монгольська) багатонаціональна держава — Золота Орда зі столицею Сарай-Бату (Палац Батия).

### Стосунки з Руссю
У 1243 -1246 роках руські князі визнали залежність від правителів Золотої Орди і Монгольської імперії. Володимирському князю Ярославу Всеволодовичу було передано зруйнований монголами в 1240 році Київ. В 1246 р. Ярослава викликали в Каракорум і там отруїли. Михайло Чернігівський був вбитий у Золотій орді (він відмовився пройти язичницький обряд, не зрадивши православну віру). Сини Ярослава — Андрій та Олександр — також вирушили в Орду, а з неї в Каракорум і отримали там, Андрій — Володимирське князівство, Олександр — Київ і Новгород (1249). Андрій прагнув протистояти монголам, уклавши союз із Королем Русі Данилом Романовичем Галицьким. Це стало причиною ординського карального походу 1252 року. На прохання Олександра Невського монгольське військо на чолі з Неврюєм розбило військо братів Олександра Андрія Ярославича та  Ярослава Ярославича. Ярлик на Володимир рішенням Батия передано Олександру Невському.
У тестя і союзника Андрія Ярославича — Король Русі Данило Галицький вигнав зі своїх міст Королівства Русі ординських баскаків і завдав поразки ординському війську на чолі з Куремсою в 1254 році.

### Останні роки
На курултаї 1246 року каганом обрали Гуюка, давнього недруга Батия. Гуюк помер у 1248, і в 1251 четвертим великим ханом обраний лояльний Батию Мунке (Менгу), учасник Європейської кампанії 1236–1242. Для його підтримки Батий прислав свого брата Берке з військами.
Батий мав сина Сартака, який став його наступником 1256 року. За деякими відомостями, його сином був також Тихомир, предок відомого волоського роду Бессарабів, родоначальник багатьох молдавських і волоських господарів.
Слід також звернути увагу на те, що сини Батия Сартак і Тихомир були християнами-несторіанами, племінник Даір Кайдагул Орда-Ічінів сиг / Петро Ординський став відомим православним святим, дочка хана Сартака Феодора одружилася з князем Глібом Васильковичем — і стала таким чином родоначальницею багатьох відомих родів Московії і Російської імперії, а син Тихомира став родоначальником відомого роду господарів Молдавії — Бессарабів.

## Родина
Дід по батькові: Темуджин (Чингісхан) (бл. 1162—1227), монгольський каган, засновник Монгольської імперії.
Дід по матері: Алчі (монг. Alči Küregen; кит.: 阿勒赤古咧堅, ālèchì gŭliējiān; перс. الجی كوركان, Āljī kūrkān; ? — ?) — хонгіратський тисяцький. Згадується в 元朝秘史, 元史, Jami' al-tawarikh.
Батько: Джучі (бл. 1184—1227), монгольський хан, засновник Золотої Орди.
Мати: Укі（монг. Öki füǰin qatun, перс. اوکی فوجین خاتون, Ūkī fūjīn khātūn; ? — ?), донька нойона Алчі.
Дружина: Борогчин (? — 1257), з роду Алчі племені татар.
Діти:
- Син: Сартак (бл. 1230—1256), хан Золотої Орди (1255—1256).
- Син: Улаґчі (? — 1257), хан Золотої Орди (1256—1257).

- Названий син: Олександр Невський (1228—1232), великий князь володимирський.